# Referencia bibliográfica

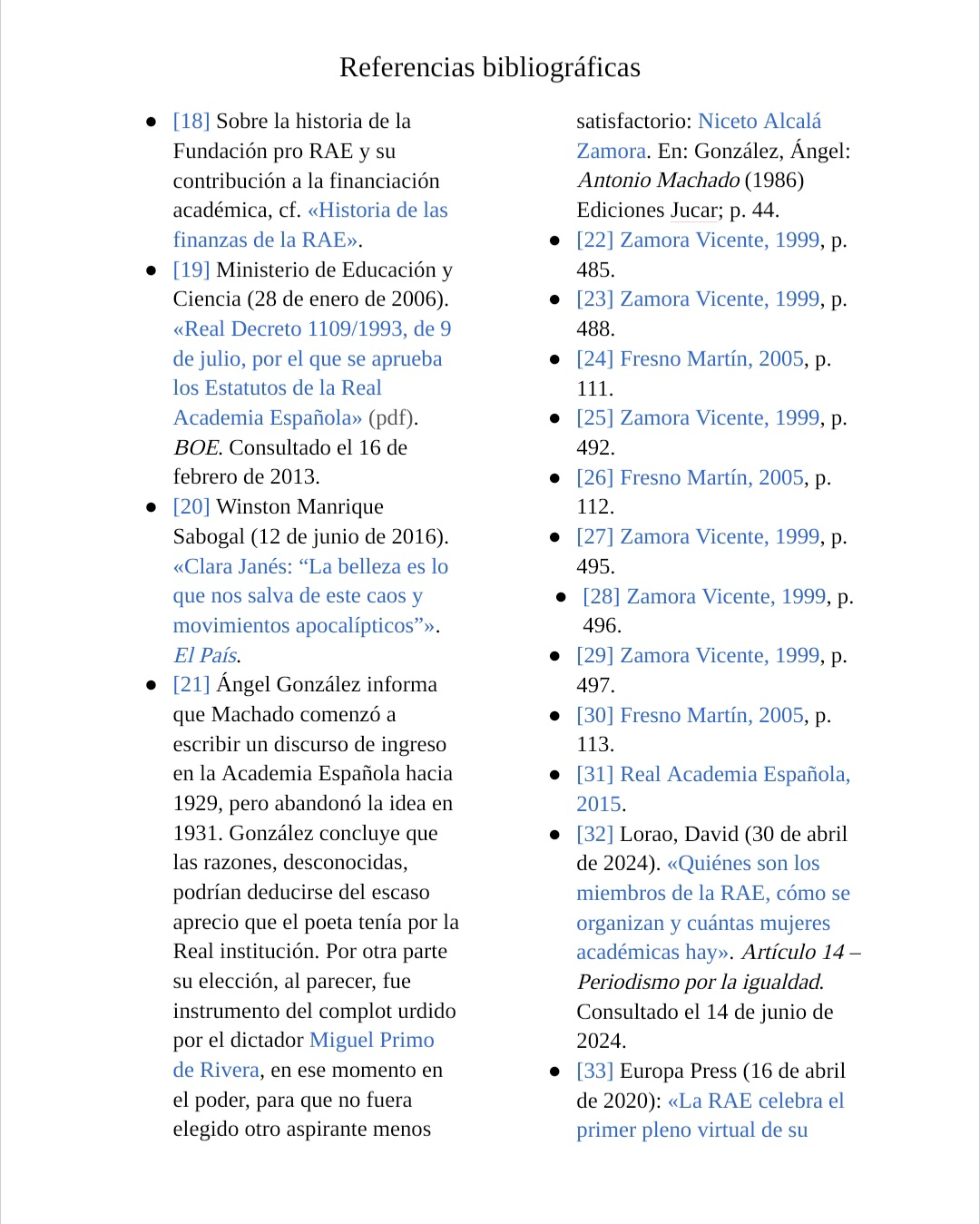
Ejemplo de listado de referencias bibliográficas

Una referencia bibliográfica es el conjunto mínimo de datos que sirven para identificar y describir un documento u otro tipo de obra intelectual. Su estructura y componentes están formulados y recogidos en la norma internacional ISO 690 (2024) Directrices para la redacción de referencias bibliográficas y de cita de recursos de información.
Generalmente las referencias y las citas se usan en documentos académicos, y su finalidad es soportar los argumentos y datos en ellos usados. Las referencias y las citas tienen varios propósitos importantes: defender el contenido, demostrar la honestidad intelectual (o evitar el plagio), atribuir el trabajo e ideas anteriores o no originales a las fuentes correctas para determinar independientemente si el material al que se hace referencia apoya el argumento del autor, y ayudar al lector a comprobar la validez del material que el autor ha utilizado.
Las referencias bibliográficas también se utilizan en la creación y composición de otros productos de información, como son las listas de referencias (que suelen aparecer al final de un trabajo académico o informe técnico), y los repertorios bibliográficos (compilaciones especializadas de referencias seleccionadas según diferentes criterios).